# Daniele Bennati

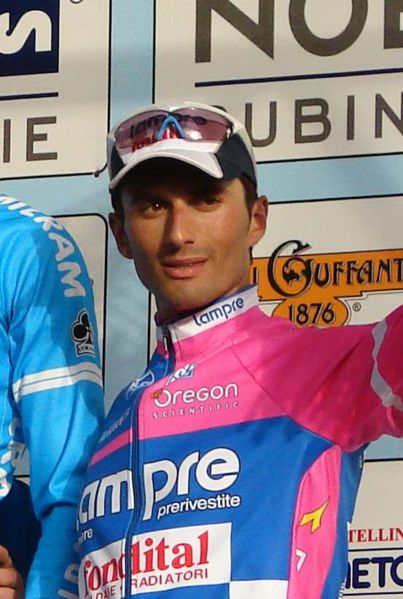
Daniele Bennati el 2007

Daniele Bennati (Arezzo, Toscana, 24 de setembre de 1980) és un ciclista italià, professional des de 2002 quan començà a córrer amb l'equip Acqua & Sapone-Cantina Tollo. Es va retirar l'any 2019.
Destaca per la seva bona punta de velocitat, aconseguint la major part de les seves victòries a l'esprint i havent guanyat etapes a les tres grans voltes: 4 a la Volta a Espanya, 3 al Giro d'Itàlia i 2 al Tour de França.

## Palmarès
- 2001
  - Vencedor d'una etapa del Giro de les Regions
- 2002
  - Vencedor d'una etapa a la Volta a Àustria
  - Vencedor d'una etapa del Regio Tour
- 2003
  - Vencedor d'una etapa del Tour del Mediterrani
  - Vencedor d'una etapa de la Volta a Polònia
- 2005
  - 1r al Giro de Toscana
  - Vencedor de 3 etapes de la Volta a Alemanya i vencedor de la classificació dels punts
  - Vencedor de 2 etapes de la Volta a Polònia
- 2006
  - 1r al Giro del Piemont
  - 1r al Memorial Marco Pantani
  - 1r al Gran Premi Citta di Misano-Adriático
  - 1r al Gran Premi de la Indústria i el Comerç de Prato
  - Vencedor d'una etapa de la Volta a la Comunitat Valenciana
  - Vencedor d'una etapa del Giro del Trentino
  - Vencedor d'una etapa de la Volta a Catalunya
  - Vencedor de 2 etapes de la Volta a Polònia
  -  Vencedor de la classificació dels punts a la Volta a Suïssa
- 2007
  - Vencedor de 3 etapes de la Volta a Espanya i 1r de la classificació de la regularitat 
  - Vencedor de 2 etapes del Tour de França
  - Vencedor de 3 etapes de la Volta a la Comunitat Valenciana i vencedor de la classificació dels punts
  - Vencedor d'una etapa del Tour del Mediterrani
  - Vencedor d'una etapa dels Tres dies de La Panne i vencedor de la classificació dels punts
  -  Vencedor de la classificació dels punts a la Volta a Suïssa
- 2008
  - 1r al Giro del Piemont
  - Vencedor de 3 etapes del Giro d'Itàlia i  1r de la Classificació per punts
  - Vencedor d'una etapa del Tour del Benelux
  - Vencedor d'una etapa del Tour de Romandia.  Vencedor de la classificació dels punts
  - Vencedor d'una etapa de la Volta a Espanya
- 2009
  - 1r al Giro de Sardenya i vencedor d'una etapa
  - 1r al Trofeu Pollença
  - Vencedor d'una etapa del Giro de la Província de Grosseto
- 2010
  - 1r al Giro de la Toscana
  - Vencedor d'una etapa del Tour d'Oman
  - Vencedor d'una etapa de la Tirrena-Adriàtica
- 2011
  - Vencedor de 3 etapes al Circuit de La Sarthe
  - Vencedor d'una etapa de la Volta a Espanya
  - Vencedor d'una etapa de la Volta a Àustria
  - Vencedor d'una etapa del Tour de Valònia
- 2012
  - Vencedor d'una etapa de la Volta a Espanya
- 2015
  - 1r al Gran Premi de la Indústria i el Comerç de Prato
- 2016
  - 1r al Giro de Toscana
  - Vencedor d'una etapa de la Volta a Andalusia
  - Vencedor d'una etapa de la Volta a Dinamarca

### Resultats al Tour de França
- 2006. Abandona (16a etapa)
- 2007. 75è de la classificació general. Vencedor de 2 etapes
- 2009. 135è de la classificació general
- 2013. 107è de la classificació general
- 2014. 96è de la classificació general
- 2015. Abandona (11a etapa)
- 2017. 104è de la classificació general
- 2018. 104è de la classificació general

### Resultats a la Volta a Espanya
- 2002. No surt (15a etapa)
- 2007. 64è de la classificació general. Vencedor de 3 etapes.  1r de la classificació de la regularitat. Porta el mallot or durant una etapa
- 2008. No surt (10a etapa). Vencedor d'una etapa. Porta el mallot or durant 2 etapes
- 2009. 84è de la classificació general
- 2010. 85è de la classificació general
- 2011. 112è de la classificació general. Vencedor d'una etapa. Porta el mallot vermell durant 1 etapa
- 2012. 144è de la classificació general. Vencedor d'una etapa
- 2014. 108è de la classificació general
- 2015. 131è de la classificació general
- 2016. 107è de la classificació general
- 2018. 133è de la classificació general

### Resultats al Giro d'Itàlia
- 2003. Fora de control (18a etapa)
- 2004. Abandona (2a etapa)
- 2008. 70è de la classificació general. Vencedor de 3 etapes.  1r de la Classificació per punts
- 2012. No surt (8a etapa)
- 2013. No surt (14a etapa)
- 2017. Abandona (16a etapa)